# 三轭兰属
三轭兰属（学名：Trizeuxis）是兰科的一个单型属，是种开花植物。本属唯一的物种是三轭兰（Trizeuxis falcata），原产于美洲热带地区（特立尼达、委内瑞拉、哥伦比亚、圭亚那、哥斯达黎加、巴拿马、巴西、厄瓜多尔、秘鲁和玻利维亚）。